# 家族遊戲
《家族遊戲》（家族ゲーム）是本間洋平的作品，1981年的第5次昂文學獎獲獎，後被作為原作電影和電視劇。1982年由鹿賀丈史主演朝日電視台的電視版。1983年由松田優作主演電影版，同年由長淵剛主演TBS電視台的電視版，2013年（28年後）由櫻井翔主演富士電視台的電視版。

## 電影版及電視版

### 主要演員列表
| 小說角色名稱 | 日本 · 電影版 · 《家族遊戲》 · (1983) | 日本EX · 電視版 · 《家族遊戲》 · (1982) | 日本TBS · 電視版 · 《家族遊戲》 · (1983－1985) | 日本CX · 電視版 · 《家族遊戲》 · (2013) |
| ------------ | ------------------------------------- | --------------------------------------- | ---------------------------------------------- | --------------------------------------- |
| 吉本         | 松田優作 (角色：吉本勝)               | 鹿賀丈史 (角色：吉本義明)               | 長淵剛 (角色：吉本剛)                          | 櫻井翔 (角色：吉本荒野)                 |
| 沼田慎一     | 辻田順一 (角色：沼田慎一)             | 岸本加世子 (角色：沼田晶)               | 三好圭一 (角色：沼田慎一／殿村豐)              | 神木隆之介 (角色：沼田慎一)             |
| 沼田茂之     | 宮川一朗太 (角色：沼田茂之)           | 伊藤康臣 (角色：沼田茂之)               | 松田洋治 (角色：沼田茂之／殿村和人)            | 浦上晟周 (角色：沼田茂之)               |
| 父           | 伊丹十三 (角色：沼田孝助)             | 哈納肇 (角色：沼田盛男)                 | 伊東四朗 (角色：沼田廣造)                      | 板尾創路 (角色：沼田一茂)               |
| 母           | 安田章子 (角色：沼田千賀子)           | 南田洋子 (角色：沼田妙子)               | 白川由美 (角色：沼田紀子／殿村泰子)            | 鈴木保奈美 (角色：沼田佳代子)           |

## 1983年電影版
《家族遊戲》電影版於1983年上映。

### 演員（電影版）
- 吉本 勝 - 松田優作
- 沼田 孝助 - 伊丹十三
- 沼田 千賀子 - 安田章子（日语：由紀さおり）
- 沼田 茂之 - 宮川一朗太（日语：宮川一朗太）
- 沼田 慎一 - 辻田順一 [1]
- 茂之的英語教師 - 松金米子
- 岡本 佳織（美榮子的姐姐） - 岡本香了（日语：岡本かおり）
- 慎一的英語教師 - 鶴田忍（日语：鶴田忍）
- 美榮子之母 - 白川和子
- 美榮子之父 - 佐佐木志郎
- 茂之的國語教師 - 伊藤克信（日语：伊藤克信）
- 茂之的體育教師 - 加藤善博（日语：加藤善博）
- 土屋 裕 - 土井浩一郎
- 三井 順 - 植村拓也
- 田上 由利子 - 前川麻子（日语：前川麻子）
- 樹村 雅美 - 渡邊知美
- 浜本 道子 - 松野真由子
- 菊地 保子 - 中森泉
- 山下 美榮子 - 佐藤真弓（日语：佐藤真弓）
- 芝田 友幸 - 小川隆宏
- 吉本的愛人 - 阿木燿子

## 1983年朝日電視台電視版
1983年8月26日於『星期一劇場』播放。續編的『家族遊戲II』於1984年3月12日播放。

### 演員（朝日電視台電視版）
- 吉本 義明 - 鹿賀丈史
- 沼田 晶 - 岸本加世子（日语：岸本加世子）
- 沼田 盛男 - 哈納肇（日语：ハナ肇）
- 沼田 妙子 - 南田洋子（日语：南田洋子）
- 沼田 茂之 - 伊藤康臣（日语：伊藤康臣）
- 小泉 真弓 - 加賀雅子
- 風見律子（日语：風見りつ子）
- 中島葵（日语：中島葵）
- 蝦名由紀子（日语：蝦名由紀子）
- 山田邦子（日语：山田邦子）
- 黑田福美（日语：黒田福美）

### 工作人員（朝日電視台電視版）
- 原作：本間洋平（日语：本間洋平）《家族遊戲》（集英社文庫刊）
- 導演：池廣一夫
- 編劇：中島丈博（日语：中島丈博）
- 監製：中川滋弘
- 音樂：佐藤允彥（日语：佐藤允彦）
- 攝影：小野進
- 美術：大橋豐一

## 1983年TBS電視台電視版
1983年8月26日 - 9月30日於TBS電視台播放。

### 演員（第一季）
- 吉本 剛 - 長淵剛
- 沼田 茂之 - 松田洋治
- 沼田 慎一 - 三好圭一（日语：三好圭一）
- 富所先生 - 成田光子
- 羽村先生 - 莊司麻由里（日语：庄司麻由里）
- 隔壁的女人Yoshie - 久我冴子
- 憧憬的少女Hiromi - 境真理子（日语：境真理子）
- Yoshio - 須藤真一
- 町子 - 森永孝子
- 土屋 - 松永大
- 沼田 紀子 - 白川由美
- 沼田 廣造 - 伊東四朗（日语：伊東四朗）

### 工作人員（TBS電視台（第一季））
- 原作：本間洋平（日语：本間洋平）《家族遊戲》（集英社文庫刊）
- 導演：吉田秋生、前川英樹
- 編劇：筒井智美（日语：筒井ともみ）
- 製片人：柳井満（日语：柳井満）
- 音樂：惣領泰則（日语：惣領泰則）
- 攝影：小野進
- 美術：大橋豐一
- 主題歌：長淵剛「GOOD-BYE青春」
- 插曲：長淵剛「-100冷的街」

### 收視率（TBS電視台（第一季））
| 集數   | 日文副標題 | 中文副標題             | 收視率 |
| 第1集  |            | 我的家庭教師是暴力老師 | 14.9%  |
| 第2集  |            | 爭吵的可怕是不是能學習 | 13.9%  |
| 第3集  |            | 被虐待在被煮也         | 17%    |
| 第4集  |            | 秀才哥哥的扒竊事件     | 15.9%  |
| 第5集  |            | 掉落的挑戰宣言         | 17.3%  |
| 最終話 |            | 再見，我愛的家庭教師   | 20.2%  |

## 1984年TBS電視台電視版（家族遊戲II）
1984年4月20日 - 7月13日於TBS電視台播放。

### 演員（第二季）
- 吉本 剛 - 長淵剛
- 殿村 梨繪 - 二谷友里恵（日语：二谷友里恵）
- 殿村 和人 - 松田洋治
- 殿村 豐 - 三好圭一（日语：三好圭一）
- 和人的担任教師 - 梶三和子（日语：梶三和子）
- 「小雪」的媽媽 - 日向明子（日语：日向明子）
- 武知杜代子（日语：武知杜代子）
- シゲル - 石倉三郎（日语：石倉三郎）
- マスオ - 西田恭平
- 純次 - 遠藤憲一
- 殿村 寅造 - 井上千蔵（日语：レオナルド熊）
- 殿村 作造 - 遠藤太津朗（日语：遠藤太津朗）
- 殿村 泰子 - 白川由美

### 工作人員（TBS電視台（第二季））
- 原作：本間洋平（日语：本間洋平）《家族遊戲》（集英社文庫刊）
- 導演：吉田秋生、山田護
- 編劇：筒井智美（日语：筒井ともみ）
- 監製：柳井満（日语：柳井満）
- 音樂：瀬尾一三（日语：瀬尾一三）
- 主題歌：長淵剛「孤獨的心臟」
- 插曲：長淵剛「減速」、長淵剛「繼續到太陽的高速公路」

### 收視率（TBS電視台（第二季））
| 集數   | 日文副標題 |
| 第1集  |            |
| 第2集  |            |
| 第3集  |            |
| 第4集  |            |
| 第5集  |            |
| 第6集  |            |
| 第7集  |            |
| 第8集  |            |
| 第9集  |            |
| 第10集 |            |
| 最終話 |            |

## 1985年TBS電視台電視版（家族遊戲 特別家庭教師的哥哥和花的女大學生）
1985年4月5日於TBS電視台播放。

### 演員（特別篇）
- 吉本 剛 - 長淵剛
- 中森 陽子 - 高樹沙耶
- 沼田 茂之 - 松田洋治
- 沼田 慎一 - 三好圭一
- Takao - 西田恭平
- 大泉 今日子 - 田沢令子
- 沼田 紀子 - 白川由美
- 沼田 廣造 - 伊東四朗

### 職員（特別篇）
- 原作：本間洋平（日语：本間洋平）《家族遊戲》（集英社文庫刊）
- 導演：吉田秋生
- 編劇：筒井智美（日语：筒井ともみ）
- 監製：柳井満（日语：柳井満）
- 音樂：戸塚修（日语：戸塚修）
- 主題歌：長淵剛「GOOD-BYE 青春」

## 2013年富士電視台電視版
《家族遊戲》（日语：／ Family Game/Kazoku Game）是日本富士電視台於2013年4月17日開始在水十檔播放，共10集，由櫻井翔主演。宣傳標語為「分崩離析，奉陪到底（壊れるまで、キミと向きあおう）」。

### 故事大綱
沼田家的次子茂之（浦上晟周飾）成績太差，母親佳代子（鈴木保奈美飾）在網上找到了這位據說「東京大學（簡稱東大）合格率100%」的家教吉本荒野（櫻井翔 飾）。吉本本想召集沼田一家進行家訪，然而關鍵人物茂之卻不肯露面，面對如此學生，吉本作出了驚人之舉。但是吉本是個令人猜不透的專業家庭教師，然而，茂之不但在學校遭到欺負，連唯一的好友也背叛了他，吉本將以讓人無法想像的奇特手段來教育茂之，吉本的教育目標到底是什麼呢？

### 演員表

#### 主要演員
| 演員   | 角色     | 介紹 | 年齡 | 香港配音 （有线） |
| 櫻井翔 | 吉本荒野 | AB型血 冒充吉本荒野，原名田子雄大 東大合格率100%的天才家庭教師 茂之的第7位家庭教師，第6集起成為慎一的家庭老師 為達目的不擇手段，冷酷無情 口頭禪為「不錯嘛～（いいね〜）」 | 31歲 | 李家傑            |

#### 沼田家
| 演員       | 角色       | 介紹 | 年齡    | 香港配音 （有线） |
| 神木隆之介 | 沼田慎一   | 沼田家長男（1996年11月14日出生、AB型） 成邦館高中2年生，資優生 飛鳥的男友（第7集分手） 立花的朋友（第7集與她交往，其實被立花欺騙） 吉本（田子）的指導對象 喜歡偷竊，並被吉本（田子）拍下行竊時的照片 | 16歲    | 張振熙            |
| 浦上晟周   | 沼田茂之   | 沼田家次男（1998年5月12日出生、A型） 橫濱市立室山第一初中3年級 繭居族 前島亞美（真實人物）的粉絲 吉本（田子）的指導對象，接受吉本（田子）的指導後，慢慢改變內向的個性                                | 14→15歲 |                   |
| 板尾創路   | 沼田一茂   | 慎一、茂之的爸爸 1965年9月10日出生、B型 上市公司「太平洋電機」的人事部部長 拒絕與家人溝通的一家之主 對孩子的期望很高，希望兩個兒子都能考入一流學校就讀 疼愛慎一 淺海之外遇對象                       | 48歲    | 陳健豪            |
| 鈴木保奈美 | 沼田佳代子 | 慎一、茂之的媽媽 出身富裕的家庭（舊姓前園） 1968年3月8日出生、A型 不安時有咬手指的指甲的習慣 在吉本（田子）的引導下，沉迷股票                                                                        | 45歲    | 曾月娥            |

#### 茂之的同學和班主任
| 演員       | 角色     | 介紹 | 年齡 | 香港配音 （有线） |
| 松島海斗   | 園田滿   | 茂之的同班同學，全年級第5名 前島亞美的粉絲 為了前島亞美簽名寫真集接近茂之，後加入山尾的欺負集團 第5集因為吉本（田子）的計策而與茂之和解 第6集停止與山尾來往，第8集起欺負山尾 與茂之、真野一起考上成邦館高中 | 15歲 |                   |
| 西本銀二郎 | 山尾泰司 | 茂之的同班同學 欺負集團的頭頭，第8集反被欺負 | 15歲 |                   |
| 川崎槙吾   | 相川武夫 | 茂之的同班同學，班長 為明哲保身而默許山尾等人欺負茂之 因「看做佯裝未看見的東西也是共犯」與山尾等人一同被吉本脅持，在班內不能忽視或孤立茂之                                                                  | 15歲 |                   |
| 江口祐貴   | 三井拓海 | 茂之的同班同學 山尾的欺負集團一員，第6集和茂之和解 第8集起領頭欺負山尾 | 15歲 |                   |
| 吉田翔     | 市原學   | 茂之的同班同學 山尾的欺負集團一員，第6集和茂之和解 第8集起欺負山尾 | 15歲 |                   |
| 仙石流星   | 竹下陸   | 茂之的同班同學 山尾的欺負集團一員，第7集和茂之和解 第8集起欺負山尾 | 15歲 |                   |
| 鈴木葵     | 稻垣雫   | 茂之的同班同學 默為明哲保身而默許山尾等人欺負茂之 被吉本（田子）脅持之後，表面上對茂之示出好意，實際與山尾的欺侮集團來往                                                                                    | 15歲 |                   |
| 岩田陽葵   | 愛甲廣香 | 茂之的同班同學 默認著向茂之的欺侮 被吉本（田子）脅持之後，表面上對茂之示出好意，實際與山尾的欺侮集團來往 | 15歲 |                   |
| 坂本充廣   | 兵頭     | 茂之的班主任 完全沒發現班裡的問題 | -    |                   |

#### 和田子雄大相關之人
| 演員     | 角色     | 介紹 | 年齡 | 香港配音 （有线） |
| 忍成修吾 | 吉本荒野 | 東大畢業的初中教師，教務主任高柳的外甥，被田子雄大冒充 口頭禪為「不錯嘛～（いいね〜）」 文武雙全，外型帥氣，性格開朗的好青年，深受同事和學生的歡迎 實際上有反社會性人格障礙的傾向，是擁有危險思想的「怪物老師」。以發洩壓力為由，對真田宗多加以各種人體實驗的暴力。後被真田宗多撞下樓梯，進入昏迷狀態，目前住在井上醫院，以生命維持器維持生命跡象                                                                                     | －   |                   |
| 佐藤直子 | 吉本多惠 | 照料住院中的吉本荒野的母親 不知道兒子的本性 | －   |                   |
| 吉井一肇 | 真田宗多 | 田子雄大的學生 是田子每天拜訪在以前教書的學校（現已廢棄）時的學生，總是拿著會發出怪聲的玩偶。（那個玩偶是田子親手製作，送給真田的戀愛護身符） 慎一調查後，認為真田因為受到田子的欺負，再加上欲指認田子的吉本荒野陷入昏睡狀態，因此在精神崩潰的情形下自殺 實際上，是因為受到吉本欺負並認為自己連累到田子和水上，於是在吉本陷入昏迷後，認為只要自己消失，就能終止一切，在深山中的小屋裡自殺。一直到死前，真田都以電話和田子說話 | －   |                   |

#### 其他演員
| 演員                            | 角色     | 介紹 | 年齡 | 香港配音 （有线） |
| 忽那汐里 （中學時代：恒松祐里） | 水上沙良 | 第1－3集使用假名淺海舞香 第4－6集使用假名立花真希 關係沼田家崩壞始末的謎樣女性 最初以「太平洋電機」總務部公司職員淺海舞香登場，因一茂為她墊付飯錢解圍，兩人有了交集。之後兩人發展婚外情，成為沼田家崩壞的開始。同時，慎一在調查吉本的過去時，發現一個名為「吉本荒野訴訟研討會」的網站，水上作為網站管理人立花真希現身。 兩人在第七集開始交往，這也成為慎一和父親之間的衝突。 真實身分是田子的學生，真田宗多的青梅竹馬，目前在劇團工作，受田子委託參與家族崩壞計畫 | 21歲 | 鄭家蕙            |
| 北原里英                        | 最上飛鳥 | 成邦館高中2年生 慎一的女友和同班同學，第7集分手 、第10集復合 | 17歲 |                   |
| 岡千繪                          | 井本京香 | 沼田家的鄰居，家庭主婦 在佳代子背後說沼田家的壞話，並引誘佳代子參加網絡明星證券主辦的股票研討會 | －   |                   |
| 真下有紀                        | 菜穂     | 沼田家的鄰居，家庭主婦 在佳代子背後說沼田家的壞話，並引誘佳代子參加網絡明星證券主辦的股票研討會 | －   |                   |
| 弘中麻紀                        | 紗枝     | 沼田家的鄰居，家庭主婦 在佳代子背後說沼田家的壞話，並引誘佳代子參加網絡明星證券主辦的股票研討會 | －   |                   |
| 内田滋                          | 勝野     | 一茂的部下 因受到一茂的斥責而心生不滿，揭發一茂挪用公款使之被解雇，並以「泥沼田課長」侮辱一茂 | －   |                   |

#### 客串演員
| 演員       | 角色     | 介紹 | 年齡 | 香港配音 （有线） |
| 宮川一朗太 | 榎本貴史 | 營業部公司職員 被一茂解僱 | －   |                   |
| 有川結女   | 真野櫻   | 橫濱市立室山第一初中3年1組，很有人氣的資優生 茂之的同班同學（初中1年級時代） 被吉本（田子）收買，實則對茂之有感情，希望和茂之一起上成邦館高中 與茂之交往，後分手 與茂之、園田一起考上成邦館高中 | －   |                   |
| 平間壯一   | 高津     | 田徑隊成員 一直被欺負，後上吊自殺未遂 | －   |                   |
| 田村泰二郎 | 高柳     | 吉本荒野的叔父 吉本（田子）、吉本荒野的初中工作時代的教頭 | －   | 譚漢華            |
| 佐伯新     | 丸川     | 吉本（田子）、吉本荒野的同事 | －   |                   |
| 兒玉貴志   | 西口     | 吉本（田子）、吉本荒野的同事 | －   |                   |
| 武子太郎   | 羽間     | 吉本（田子）、吉本荒野的同事 | －   |                   |
| 村井國夫   | 前園泰彥 | 佳代子的父親 一茂以前曾在他的公司任職，令自己的女兒結婚與一茂結婚，後因一茂的醜聞，與一茂、不想離婚的佳代子斷絕關係                                                                             | －   |                   |
| 上岡紘子   | 前園光子 | 佳代子的母親 | －   |                   |
| 岩瀬亮     | 若林     | 慎一、飛鳥的班主任 因為慎一交回空白的未來志願表，請慎一和母親前來了解情況，慎一和佳代子誤以為是被發現偷書                                                                                       | －   |                   |

#### 收視率
| 集數                                                              | 播放日期       | 日文副標題 | 中文副標題                                   | 導演     | 收視率 | 備註           |
| 第1集                                                             | 2013年04月17日 |            | 你想取得好成績嗎？異常的家庭教師惡整弟弟     | 佐藤祐市 | 12.0%  | 初回延長30分鐘 |
| 第2集                                                             | 2013年04月24日 |            | 弟弟成為家庭教師的狗！                       | 佐藤祐市 | 13.7%  |                |
| 第3集                                                             | 2013年05月01日 |            | 家庭教師邀請全班同學參加弟弟的生日派對！     | 岩田和行 | 11.1%  |                |
| 第4集                                                             | 2013年05月08日 |            | 弟弟的情書？？家庭教師強行教育約會！         | 佐藤祐市 | 12.2%  | 延長15分鐘     |
| 第5集                                                             | 2013年05月15日 |            | 慎一是沼田家出身的怪物                       | 岩田和行 | 12.4%  |                |
| 第6集                                                             | 2013年05月22日 |            | 緊急家族會議！主題是解僱家庭教師             | 佐藤祐市 | 12.9%  |                |
| 第7集                                                             | 2013年05月29日 |            | 沼田家從3年前就開始崩壞了！絕望的母親佳代子  | 岩田和行 | 13.6%  | 延長15分鐘     |
| 第8集                                                             | 2013年06月05日 |            | 家庭教師主導的家族遊戲，結果發表！           | 佐藤祐市 | 12.6%  |                |
| 第9集                                                             | 2013年06月12日 |            | 吉本衝擊的過去！崩壞的前兆…                  | 岩田和行 | 12.4%  |                |
| 最終回                                                            | 2013年06月19日 |            | 那男人成為家庭教師的理由〜他是不是殺死了誰？ | 佐藤祐市 | 16.7%  | 延長15分鐘     |
| 平均收視率13.0%（收視率為日本關東地區收視，由Video Research調查） |                |            |                                              |          |        |                |

## 作品的變遷
| 富士電視台系列 富士電視台联播网（FNS）週三晚間十點連續劇 | 富士電視台系列 富士電視台联播网（FNS）週三晚間十點連續劇 | 富士電視台系列 富士電視台联播网（FNS）週三晚間十點連續劇 |
| -------------------------------------------------------- | -------------------------------------------------------- | -------------------------------------------------------- |
|                                                          | 家族遊戲 （2013.04.17－2013.06.19）                      |                                                          |
| 開闢時段（第3期）                                        | 庶務二課2013 （2013.07.10－2013.09.18）                  |                                                          |

| 香港 有線劇集台 星期六 22:00 - 23:00 | 香港 有線劇集台 星期六 22:00 - 23:00 | 香港 有線劇集台 星期六 22:00 - 23:00 |
| ------------------------------------ | ------------------------------------ | ------------------------------------ |
|                                      | 家族遊戲 （2014.01.18 - 2014.03.29） |                                      |
| 庶務二課IV （2013.11.09 - 2014.01.11） | 幽靈女友 （2014.04.05 - 2014.06.14） |                                      |

| 臺灣 緯來日本台 週一至週五 22:00 - 23:00     | 臺灣 緯來日本台 週一至週五 22:00 - 23:00 | 臺灣 緯來日本台 週一至週五 22:00 - 23:00 |
| -------------------------------------------- | ---------------------------------------- | ---------------------------------------- |
|                                              | 家族遊戲 （2014.08.06 - 2014.08.19）     |                                          |
| 毛骨悚然撞鬼之夜 （2014.07.30 - 2014.08.05） | 逆轉之戰 （2014.08.20 - 2014.09.01）     |                                          |

## 外部連結
- 富士電視台官方網站